# Río Jobza (mar Negro)
El río Jobza (del ruso: Хобза) es un corto río del distrito de Lázarevskoye de la unidad municipal de la ciudad-balneario de Sochi del krai de Krasnodar de Rusia. 

## Curso
Tiene una longitud de 13 km y una cuenca de 21.9 km². Nace las estribaciones más occidentales del Cáucaso, en las primeras cordilleras desde el mar, en las vertientes occidentales del monte Shajan (881 m), 700 m al oeste de Verjnerúskoye Loó y discurre durante su curso en dirección predominante sursudoeste, con un trazado sinuoso bajo las cordilleras Vardanski (de Vardané), al oeste, y Baranovski, al este. Unos 4 km después de su nacimiento recibe por la orilla derecha un afluente que proviene de la cordillera Vardanski. Bordea por el oeste Verjnearmiánskaya Jobza y en su entrada en Nízhniaya Jobza recibe por la orilla izquierda al río Yangosa, que nace 1 km al norte de Verjnearmiánskaya Jobza, en las estribaciones meridionales de la cordillera Baranovski. En la playa de Nízhniaya Jobza desemboca en el mar Negro tras pasar el puente de la línea Tuapsé-Sujumi del ferrocarril del Cáucaso Norte.